# Microrégion de Londrina
La microrégion de Londrina est l'une des huit microrégions qui subdivisent le Centre-Nord de l'État du Paraná au Brésil.
Elle comporte 6 municipalités qui regroupaient 752 779 habitants en 2006 pour une superficie totale de 3 501 km².

## Municipalités[1]
- Cambé
- Ibiporã
- Londrina
- Jataizinho
- Rolândia
- Tamarana